# Requisitos de visado para ciudadanos hondureños

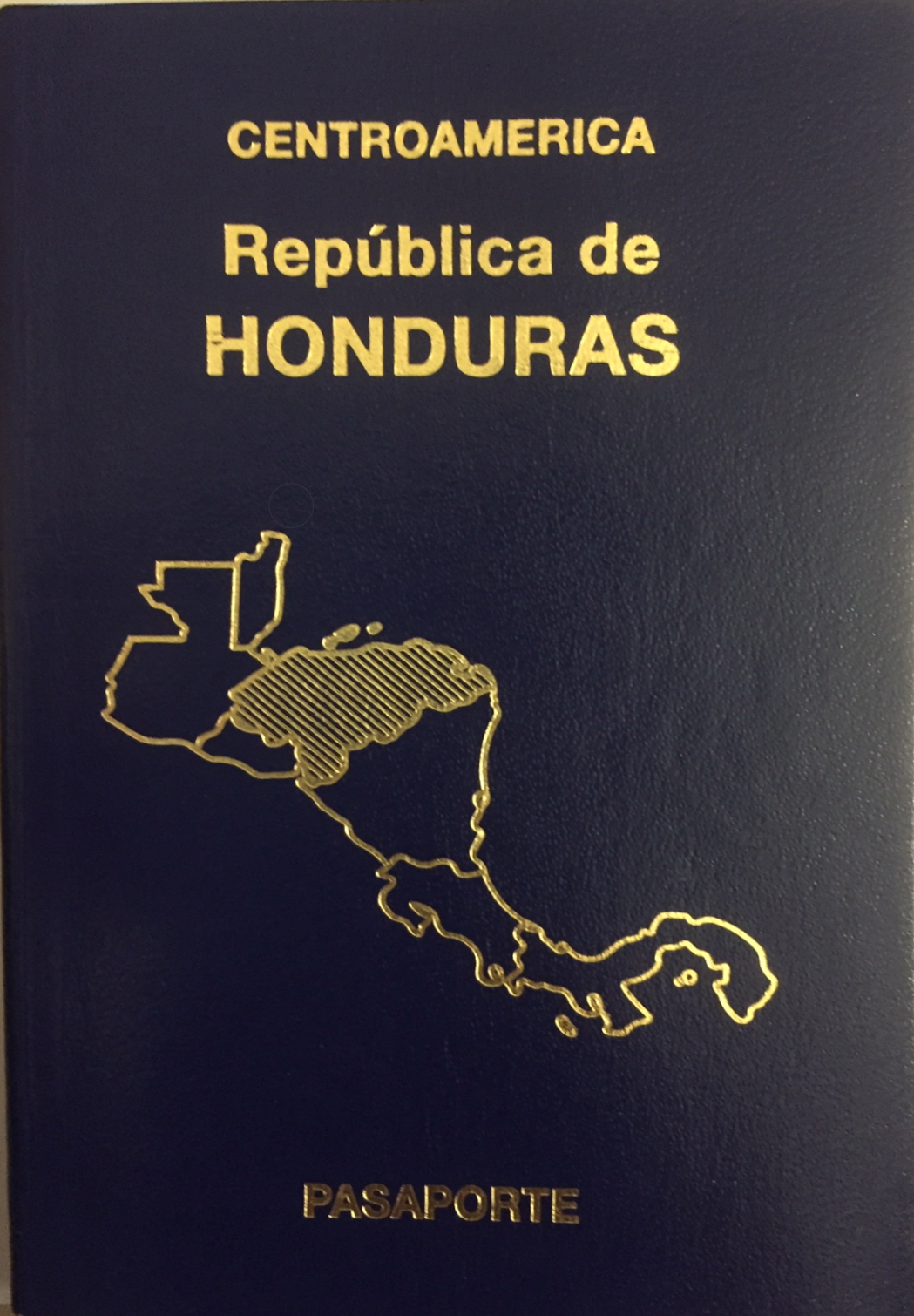
Portada del Pasaporte de Honduras

Los requisitos de visado para ciudadanos hondureños son restricciones de entrada por las autoridades de otros estados soberanos que imponen sobre hondureños. En 2015, ciudadanos hondureños podían entrar en 116 países, o sin visado o con un visado que emiten a la frontera, clasificando su pasaporte como el trigesimonoveno más útil en el mundo.

## Mapa de requisitos de visado

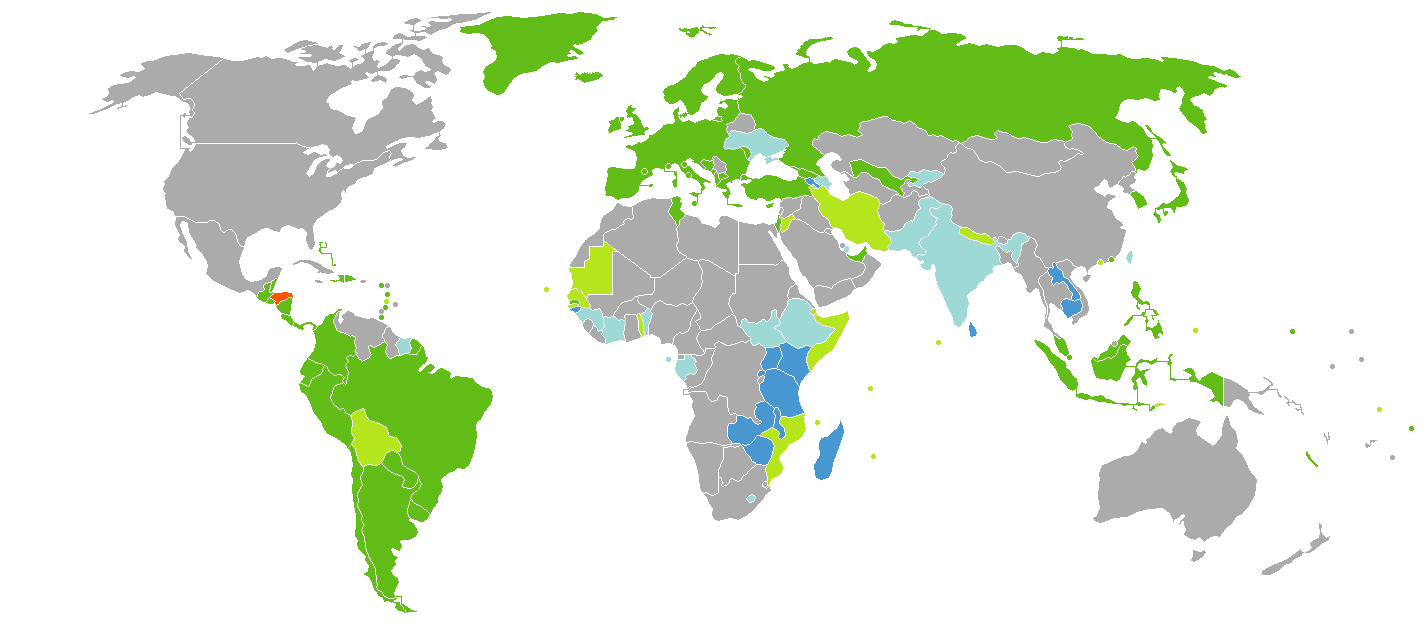
Requisitos de visado para ciudadanos hondureños
Honduras
Requisitos de visado para ciudadanos hondureños
Visado no es necesario
Visado electrónico disponible
Visado sí es necesario

## Requisitos de visado
Los requisitos de visado por hondureños con pasaportes normales y viajando por turismo:

| País                              | Requerimientos de visado                                 | Notas (excluyendo impuestos de salida) |
| --------------------------------- | -------------------------------------------------------- | --- |
| Bandera de Afganistán             | Visado sí es necesario                                   | |
| Bandera de Albania                | Visado no es necesario                                   | 90 días |
| Bandera de Argelia                | Visado sí es necesario                                   | |
| Bandera de Andorra                | Visado no es necesario                                   | |
| Bandera de Angola                 | Visado sí es necesario                                   | |
| Bandera de Antigua y Barbuda      | Visado sí es necesario                                   | |
| Arabia Saudita                    | Visado sí es necesario                                   | |
| Argentina                         | Visado no es necesario                                   | 3 meses |
| Armenia                           | Visado en llegada                                        | 120 días |
| Australia                         | Visado sí es necesario                                   | Puede hacer la aplicación por Internet. |
| Austria                           | Visado no es necesario                                   | 90 días dentro de 180 días en el espacio de Schengen |
| Azerbaiyán                        | Visado sí es necesario                                   | |
| Bahamas                           | Visado no es necesario                                   | 3 meses |
| Bandera de Baréin                 | Visado sí es necesario                                   | |
| Bandera de Bangladés              | Visado sí es necesario                                   | |
| Bandera de Barbados               | Visado sí es necesario                                   | |
| Bielorrusia                       | Visado sí es necesario                                   | Emiten visados por llegada en el Aeropuerto Internacional de Minsk si los documentos de apoya se submitieron no más tarde que tres días de entresemana antes de la esperada llegada. |
| Bélgica                           | Visado no es necesario                                   | 90 días dentro de 180 días en el espacio de Schengen |
| Belice                            | Visado no es necesario                                   | 90 días |
| Bandera de Benín                  | Visado sí es necesario                                   | |
| Bután                             | Visado sí es necesario                                   | |
| Bolivia                           | Visado en llegada                                        | |
| Bosnia-Herzegovina                | Visado no es necesario                                   | 90 días dentro de 180 días |
| Bandera de Botsuana               | Visado sí es necesario                                   | |
| Brasil                            | Visado no es necesario                                   | 90 días |
| Bandera de Brunéi                 | Visado sí es necesario                                   | |
| Bulgaria                          | Visado no es necesario                                   | 90 días dentro de 180 días |
| Bandera de Burkina Faso           | Visado sí es necesario                                   | |
| Bandera de Burundi                | Visado sí es necesario                                   | |
| Camboya                           | Visado en llegada                                        | 30 días. Visado es disponible también por Internet. |
| Camerún                           | Visado sí es necesario                                   | |
| Canadá                            | Visado sí es necesario                                   | |
| Cabo Verde                        | Visado en llegada                                        | No disponible en todas las entradas. |
| República Centroafricana          | Visado sí es necesario                                   | |
| Bandera de Chad                   | Visado sí es necesario                                   | |
| Chile                             | Visado no es necesario                                   | 90 días |
| República Popular China           | Visado sí es necesario                                   | |
| Colombia                          | Visado no es necesario                                   | 90 días |
| Islas Comoros                     | visado en llegada                                        | |
| República Democrática del Congo   | Visado sí es necesario                                   | |
| Costa Rica                        | Visado no es necesario                                   | 90 días |
| Cote d'Ivoire !                   | Visado sí es necesario                                   | |
| Croacia                           | Visado no es necesario                                   | 90 días dentro de 180 días |
| Cuba                              | Tourist Card required                                    | |
| Chipre                            | Visado no es necesario                                   | 90 días dentro de 180 días |
| República Checa                   | Visado no es necesario                                   | 90 días dentro de 180 días en el espacio de Schengen |
| Dinamarca                         | Visado no es necesario                                   | 90 días dentro de 180 días en el espacio de Schengen |
| Yibuti                            | visado en llegada                                        | No disponible en todas las entradas. |
| Dominica                          | Visado no es necesario                                   | 6 meses |
| República Dominicana              | Visado no es necesario                                   | 90 días |
| Ecuador                           | Visado no es necesario                                   | 90 días |
| Egipto                            | Visado sí es necesario                                   | |
| El Salvador                       | Visado no es necesario                                   | 3 meses |
| Bandera de Guinea Ecuatorial      | Visado sí es necesario                                   | |
| Bandera de Eritrea                | Visado sí es necesario                                   | |
| Estonia                           | Visado no es necesario                                   | 90 días dentro de 180 días en el espacio de Schengen |
| Etiopía                           | Visado sí es necesario                                   | |
| Bandera de Fiyi                   | Visado sí es necesario                                   | |
| Finlandia                         | Visado no es necesario                                   | 90 días dentro de 180 días en el espacio de Schengen |
| y territorios Francia             | Visado no es necesario                                   | 90 días dentro de 180 días en el espacio de Schengen |
| Gabón                             | eVisa                                                    | La gente que tenga visados electrónicos tiene que llegar por el Aeropuerto Internacional de Libreville-Leon M'ba.                                                                    |
| Gambía                            | Visado no es necesario                                   | 90 días |
| Georgia                           | Visado no es necesario                                   | 90 días dentro de 180 días |
| Alemania                          | Visado no es necesario                                   | 90 días dentro de 180 días en el espacio de Schengen |
| Bandera de Ghana                  | Visado sí es necesario                                   | |
| Grecia                            | Visado no es necesario                                   | 90 días dentro de 180 días en el espacio de Schengen |
| Bandera de Granada                | Visado sí es necesario                                   | |
| Guatemala                         | Visado no es necesario                                   | 90 días |
| Bandera de Guinea                 | Visado sí es necesario                                   | |
| Bandera de Guinea-Bisáu           | visado en llegada                                        | 90 días |
| Bandera de Guyana                 | Visado sí es necesario                                   | |
| Haití                             | Visado no es necesario                                   | 3 meses |
| Hong Kong                         | Visado no es necesario                                   | 30 días |
| Hungría                           | Visado no es necesario                                   | 90 días dentro de 180 días en el espacio de Schengen |
| Islandía                          | Visado no es necesario                                   | 90 días dentro de 180 días en el espacio de Schengen |
| India                             | Visado de e-Turismo                                      | 30 días |
| Indonesía                         | Visado no es necesario                                   | 30 días |
| Irán                              | visado en llegada                                        | 15 días |
| Irak                              | Visado sí es necesario                                   | |
| Irlanda                           | Visado no es necesario                                   | 3 meses |
| Israel                            | Visado no es necesario                                   | 90 días |
| Italia                            | Visado no es necesario                                   | 90 días dentro de 180 días en el espacio de Schengen |
| Jamaica                           | Visado sí es necesario                                   | |
| Japón                             | Visado no es necesario                                   | 90 días |
| Jordania                          | visado en llegada                                        | Condiciones se apliquen. No disponible en todas las entradas. |
| Bandera de Kazajistán             | Visado sí es necesario                                   | |
| Bandera de Kenia                  | eVisa                                                    | 3 meses |
| Bandera de Kiribati               | Visado sí es necesario                                   | |
| Corea del Norte                   | Visado sí es necesario                                   | |
| Corea del Sur                     | Visado no es necesario                                   | 90 días |
| Bandera de Kuwait                 | Visado sí es necesario                                   | |
| Bandera de Kirguistán             | Visado sí es necesario                                   | |
| Bandera de Laos                   | visado en llegada                                        | 30 días. No disponible en todas las entradas. |
| Bandera de Letonia                | Visado no es necesario                                   | 90 días dentro de 180 días en el espacio de Schengen |
| Líbano                            | Visado sí es necesario                                   | |
| Bandera de Lesoto                 | Visado sí es necesario                                   | |
| Bandera de Liberia                | Visado sí es necesario                                   | |
| Bandera de Libia                  | Visado sí es necesario                                   | |
| Bandera de Liechtenstein          | Visado no es necesario                                   | 90 días dentro de 180 días en el espacio de Schengen |
| Bandera de Lituania               | Visado no es necesario                                   | 90 días dentro de 180 días en el espacio de Schengen |
| Luxemburgo                        | Visado no es necesario                                   | 90 días dentro de 180 días en el espacio de Schengen |
| Bandera de Macedonia del Norte    | Visado no es necesario                                   | 90 días dentro de 180 días |
| Bandera de Madagascar             | visado en llegada                                        | 90 días |
| Bandera de Malaui                 | Visado sí es necesario                                   | |
| Bandera de Malasia                | Visado no es necesario                                   | 1 mes |
| Maldivas                          | visado en llegada                                        | 30 días |
| Bandera de Mali                   | Visado sí es necesario                                   | |
| Malta                             | Visado no es necesario                                   | 90 días dentro de 180 días |
| Islas Marshall                    | Visado sí es necesario                                   | |
| Bandera de Mauritania             | visado en llegada                                        | |
| Bandera de Mauricio               | Visado no es necesario                                   | 90 días |
| México                            | Visado sí es necesario                                   | |
| Estados Federados de Micronesia   | Visado no es necesario                                   | 30 días |
| Moldavía                          | Visado no es necesario                                   | |
| Mónaco                            | Visado no es necesario                                   | |
| Bandera de Mongolia               | Visado sí es necesario                                   | |
| Bandera de Montenegro             | Visado no es necesario                                   | 90 días dentro de 180 días |
| Marruecos                         | Visado sí es necesario                                   | |
| Bandera de Mozambique             | visado en llegada                                        | 30 días, Condiciones se apliquen |
| Bandera de Birmania               | Visado sí es necesario                                   | |
| Bandera de Namibia                | Visado sí es necesario                                   | |
| Bandera de Nauru                  | Visado sí es necesario                                   | |
| Bandera de Nepal                  | visado en llegada                                        | 90 días |
| Holanda                           | Visado no es necesario                                   | 90 días dentro de 180 días en el espacio de Schengen |
| Nuva Zelanda                      | Visado sí es necesario                                   | |
| Nicaragua                         | Visado no es necesario                                   | 3 meses |
| Níger                             | Visado sí es necesario                                   | |
| Bandera de Nigeria                | Visado sí es necesario                                   | |
| Noruega                           | Visado no es necesario                                   | 90 días dentro de 180 días en el espacio de Schengen |
| Omán                              | Visado sí es necesario                                   | |
| Bandera de Pakistán               | Visado sí es necesario                                   | |
| Bandera de Palaos                 | visado en llegada                                        | 30 días |
| Panamá                            | Visado no es necesario                                   | 180 días |
| Bandera de Papúa Nueva Guinea     | Visado sí es necesario                                   | |
| Paraguay                          | Visado no es necesario                                   | 90 días |
| Perú                              | Visado no es necesario                                   | 180 días |
| Filipinas                         | Visado no es necesario                                   | 30 días |
| Polonia                           | Visado no es necesario                                   | 90 días dentro de 180 días en el espacio de Schengen |
| Portugal                          | Visado no es necesario                                   | 90 días dentro de 180 días en el espacio de Schengen |
| Bandera de Catar                  | Visado sí es necesario                                   | |
| Rumanía                           | Visado no es necesario                                   | 90 días dentro de 180 días |
| Ruanda                            | Visado sí es necesario                                   | |
| Rusia                             | Visado no es necesario                                   | 90 días dentro de 180 días |
| San Cristóbal y Nieves            | Visado no es necesario                                   | 3 meses |
| Bandera de Santa Lucía            | visado en llegada                                        | 6 semanas |
| San Vicente y las Granadinas      | Visado no es necesario                                   | 1 mes |
| Bandera de Samoa                  | Visado en llegada, autorización de entrada en llegada    | 60 días |
| Bandera de San Marino             | Visado no es necesario                                   | |
| Santo Tomé y Príncipe             | Visado sí es necesario                                   | Se obtenga visado por Internet |
| Bandera de Senegal                | visado en llegada                                        | |
| Bandera de Serbia                 | Visado sí es necesario                                   | |
| Bandera de Seychelles             | Visado en llegada, autorización de visitante en llegada  | 1 mes |
| Bandera de Sierra Leona           | Visado sí es necesario                                   | |
| Singapur                          | Visado no es necesario                                   | 30 días |
| Siria                             | Visado sí es necesario                                   | |
| Eslovaquía                        | Visado no es necesario                                   | 90 días dentro de 180 días en el espacio de Schengen |
| Bandera de Eslovenia              | Visado no es necesario                                   | 90 días dentro de 180 días en el espacio de Schengen |
| Islas Salomón                     | Visado en llegada, autorización de visitante por llegada | 3 meses |
| Bandera de Somalia                | visado en llegada                                        | 30 días, debe tener una carta de invitación emitido por lo menos dos días antes de llegarse                                                                                          |
| Sudáfrica                         | Visado sí es necesario                                   | |
| Sudán del Sur                     | Visado sí es necesario                                   | |
| España                            | Visado no es necesario                                   | 90 días dentro de 180 días en el espacio de Schengen |
| Bandera de Sri Lanka              | Authorización Viaje Electrónico                          | 30 días |
| Bandera de Sudán                  | Visado sí es necesario                                   | |
| Surinam                           | {Tarjeta de turismo en llegada                           | |
| Suazilandia                       | Visado sí es necesario                                   | |
| Suecia                            | Visado no es necesario                                   | 90 días dentro de 180 días en el espacio de Schengen |
| Suiza                             | Visado no es necesario                                   | 90 días dentro de 180 días en el espacio de Schengen |
| Bandera de Tayikistán             | Visado sí es necesario                                   | |
| Bandera de Tanzania               | visado en llegada                                        | |
| Bandera de Tailandia              | Visado sí es necesario                                   | |
| Bandera de Timor Oriental         | visado en llegada                                        | 30 días. No disponible en todas las entradas. |
| Bandera de Togo                   | visado en llegada                                        | 7 días |
| Bandera de Tonga                  | Visado sí es necesario                                   | |
| Trinidad y Tobago                 | Visado no es necesario                                   | 90 días |
| Tunéz                             | Visado no es necesario                                   | 90 días |
| Turquía                           | Visado no es necesario                                   | 3 meses |
| Bandera de Turkmenistán           | Visado sí es necesario                                   | |
| Bandera de Tuvalu                 | visado en llegada                                        | 1 mes |
| Bandera de Uganda                 | visado en llegada                                        | Se determina en el puerto de entrada. |
| Ucrania                           | Visado sí es necesario                                   | |
| Bandera de Emiratos Árabes Unidos | Visado sí es necesario                                   | |
| Reino Unido                       | Visado sí es necesario                                   | |
| Estados Unidos                    | Visado sí es necesario                                   | |
| Uruguay                           | Visado no es necesario                                   | 90 días |
| Bandera de Uzbekistán             | Visado sí es necesario                                   | |
| Bandera de Vanuatu                | Visado sí es necesario                                   | |
| Ciudad del Vaticano               | Visado no es necesario                                   | |
| Venezuela                         | Visado sí es necesario                                   | |
| Vietnam                           | Visado sí es necesario                                   | Visados arreglados con antelación se obtengan por agencias de viaje en los aeropuertos de Hanói, Ciudad Ho Chi Minh, Phú Quốc o Đà Nẵng. Phú Quốc sin un visado para hasta 30 días.  |
| Bandera de Yemen                  | Visado sí es necesario                                   | |
| Zambía                            | visado en llegada                                        | hasta90 días |
| Bandera de Zimbabue               | Visado sí es necesario                                   | |